# 구로야마역
구로야마역(일본어: 黒山駅)은 일본 니가타현 니가타시 기타구에 위치한 동일본 여객철도 · 일본화물철도 하쿠신 선의 철도역이다. 상대식 승강장 2면 2선의 구조를 갖춘 지상역이다.

## 타는 곳
| 1 · 2 | ■ 하쿠신 선 | 하행 | 시바타 · 무라카미 방면 | 시바타 역으로부터 ■ 우에쓰 본선으로 직통          |
| 1 · 2 | ■ 하쿠신 선 | 상행 | 도요사카 · 니가타 방면 | 일부 열차는 니가타 역으로부터 ■ 에치고선으로 직통 |

## 이용 현황
| 승차 인원 추이 | 승차 인원 추이 | 승차 인원 추이     |
| 연도           | 연간 승차 인원 | 1일 평균 승차 인원 |
| -------------- | -------------- | ------------------ |
| 2005           | 73             | 200                |
| 2006           | 79             | 216                |
| 2007           | 78             | 213                |
| 2008           | 75             | 205                |
| 2009           | 73             | 200                |
| 2010           | 70             | 192                |

## 화물 취급
JR 화물의 역은 임시 차급화물의 취급역으로 되어 있어, 정기 화물열차의 발착은 없어졌다. 현재는, 당 역에 접속하는 구로야마 역 니가타히가시 항 전용선으로부터, 니가타 트랜시스에 제조되었던 철도 차량을 수송하는 갑종 차량 수송 열차가 발착되고 있다.

## 역 주변
- 니가타히가시 항

## 인접 역
| 동일본 여객철도 하쿠신 선 | 동일본 여객철도 하쿠신 선 | 동일본 여객철도 하쿠신 선 |
| ------------------------- | ------------------------- | ------------------------- |
| 도요사카 니가타 방면      | ■ 하쿠신 선               | 사사키 시바타 방면        |